# فياميتا ويلسون
فياميتا ويلسون (بالإنجليزية: Fiammetta Wilson؛ وُلدت باسم هيلين فرانسيس وورثينغتون في 19 يوليو 1864 – وتوفيت في 21 يوليو 1920) كانت فلكية بريطانية بارزة، انتُخبت زميلة في الجمعية الفلكية الملكية عام 1916.

## الحياة والمسيرة
ولدت هيلين فرانسيس وورثينغتون في بريطانيا، ودرست الموسيقى أولًا، حيث تخصصت في عزف البيانو والغناء. ثم غيّرت مسارها المهني لاحقًا نحو علم الفلك، وغيّرت اسمها إلى "فياميتا ويلسون" تيمّنًا بإحدى الشخصيات الأدبية الإيطالية.
برزت فياميتا كباحثة مستقلة في مجال الأجرام السماوية المتحركة، وكرّست سنوات طويلة من حياتها لرصد الشهب والنيازك. ويُقدَّر أنها رصدت أكثر من 10,000 شهاب وساهمت بإعداد 650 مخططًا فلكيًا دقيقًا.
في عام 1916، أصبحت واحدة من أوائل النساء اللواتي حصلن على عضوية كاملة في الجمعية الفلكية الملكية، بعد تعديل قوانين الجمعية التي كانت تحصر العضوية بالرجال.

## مكانتها بين نساء الفلك في عصرها
تُعد فياميتا ويلسون من الرائدات في علم الفلك البريطاني خلال أوائل القرن العشرين، وواحدة من أوائل النساء اللواتي كسرن الحواجز الأكاديمية والمجتمعية التي كانت تحول دون انخراط النساء في المجال العلمي.
انضمت إلى الجمعية الفلكية البريطانية، ثم أصبحت من أوائل النساء اللواتي حصلن على عضوية كاملة في الجمعية الفلكية الملكية عام 1916، إلى جانب زميلتها Grace Cook، بعد سنوات من الجهود التي بذلتها العالمات لإلغاء القيود المفروضة على عضوية النساء.
تميّزت ويلسون بشغفها بالتوثيق الدقيق والرصد الميداني، في وقت كان فيه هذا المجال محصورًا بالرجال أو بالباحثين المرتبطين بالمراصد الحكومية والجامعية. وقد أُشيد بعملها باعتباره مساهمة علمية صادقة وأصيلة، ما جعلها قدوة وملهمة لجيل لاحق من النساء في مجال الفلك والرصد السماوي.

## الوفاة
توفيت فياميتا ويلسون في 21 يوليو 1920، بعد مسيرة علمية تركت أثرًا مهمًا في توثيق الأجسام الفلكية المتغيرة، وخاصة الشهب والنيازك.